# Stade Pierre-Brisson
Le stade Pierre-Brisson est le principal stade de football de la ville de Beauvais. Il est nommé ainsi en hommage à Pierre Brisson qui consacra quarante-quatre années de son existence au service du sport beauvaisien et notamment du football.
Il a pour club résident depuis sa création l'AS Beauvais Oise qui évolue actuellement en National 2. Lors des saisons 2015-2016 et 2018-2019 du Championnat de France de football de Ligue 2, il accueille les rencontres de l'équipe parisienne du Red Star FC en attendant que les travaux de rénovation du Stade Bauer de Saint-Ouen, où évolue habituellement le club parisien, soient réalisés. Pour les saisons 2019-2020 et 2020-2021, il accueille les matchs à domicile du Football Club de Chambly Oise, promu en Ligue 2,.
Sa capacité se monte à 10 178 places (dont 6 663 assises). Son record d'affluence se monte à environ 12 000 spectateurs, réunis pour la réception de l'AJ Auxerre en quart de finale de la coupe de France de football 1988-1989.
Depuis le mois d'août 2016, le terrain est fait en pelouse hybride[réf. nécessaire].

## Matchs internationaux
Le 13 avril 2003, le stade accueille Écosse-Argentine (17-22), lors d'un match de la Coupe du monde de rugby des moins de 19 ans. Le 1er février 2014, le stade accueille 200 spectateurs à l'occasion du match France-Angleterre (27-0), lors du Tournoi des 6 Nations des moins de 20 ans. Le 25 mars 2015, le stade accueille 1 200 spectateurs à l'occasion du match de football Mali-Gabon (3-4), en amical. Régulièrement, le stade accueille des matchs de l'équipe de France féminine.

## Les meilleures affluences et les dates à retenir
La meilleure affluence du stade date du 3 mai 1989 lors de la réception de l'AJ Auxerre en quart de finale de la Coupe de France de football 1988-1989 où le stade avait accueillit 12 000 spectateurs. Le 5 janvier 2008, le stade accueille 10 053 spectateurs à l'occasion du match Beauvais-Marseille (0-2), lors des 1/32e de finale de la Coupe de France. Le 7 janvier 2012, le stade accueille environ 6 000 spectateurs à l'occasion du match Chantilly-Lille (0-6), lors des 1/32e de finale de la Coupe de France. Le 21 janvier 2012, le stade accueille 4 720 spectateurs à l'occasion du match Compiègne-Lille (0-1) après prolongation, lors des 1/16e de finale de la Coupe de France. Le 9 janvier 2016, le stade accueille 6 113 spectateurs à l'occasion du match Red Star-Lens (1-2), lors de la 20e Journée de Ligue 2. Le 20 janvier 2016, le stade accueille environ 9 000 spectateurs à l'occasion du match Chambly-Lyon (0-2), lors des 1/16e de finale de la Coupe de France. Lors de son passage, malgré de bons résultats sportifs, le Red Star peine à attirer sur la durée les spectateurs au stade Pierre-Brisson (20e affluence de Ligue 2, avec 1 914 spectateurs par match en moyenne lors de la saison 2015-2016), du fait d'un boycott de ses supporters, qui ne se rendent pas aux matchs se disputant à Beauvais. Par ailleurs, il se heurte à de nombreux soucis avec le public local. Le 1er février 2017, le stade accueille 7 555 spectateurs à l'occasion du match Chambly-Monaco (4-5) après prolongation, lors des 1/16e de finale de la Coupe de France.
| Rang | Date       | Compétition       | Tour/Journée    | Équipe 1    | Score | Équipe 2               | Affluence |
| ---- | ---------- | ----------------- | --------------- | ----------- | ----- | ---------------------- | --------- |
| 1    | 03/05/1989 | Coupe de France   | 1/4e de finale  | AS Beauvais | 1-2   | AJ Auxerre             | 12 000    |
| 2    | 05/01/2008 | Coupe de France   | 1/32e de finale | AS Beauvais | 0-2   | Olympique de Marseille | 10 053    |
| 3    | 20/01/2016 | Coupe de France   | 1/16e de finale | FC Chambly  | 0-2   | Olympique lyonnais     | 9 000     |
| 4    | 05/10/2001 | Division 2        | Journée 11      | AS Beauvais | 3-0   | AS Saint-Étienne       | 8 183     |
| 5    | 19/01/2003 | Coupe de la Ligue | 1/8e de finale  | AS Beauvais | 0-1   | AS Monaco              | 7 929     |

Le 16 novembre 2019 le derby de coupe de France Beauvais-Chambly ne rassemble que 2000 spectateurs, ce qui peut être attribué au fait que Beauvais joue en National 3.

## Galerie

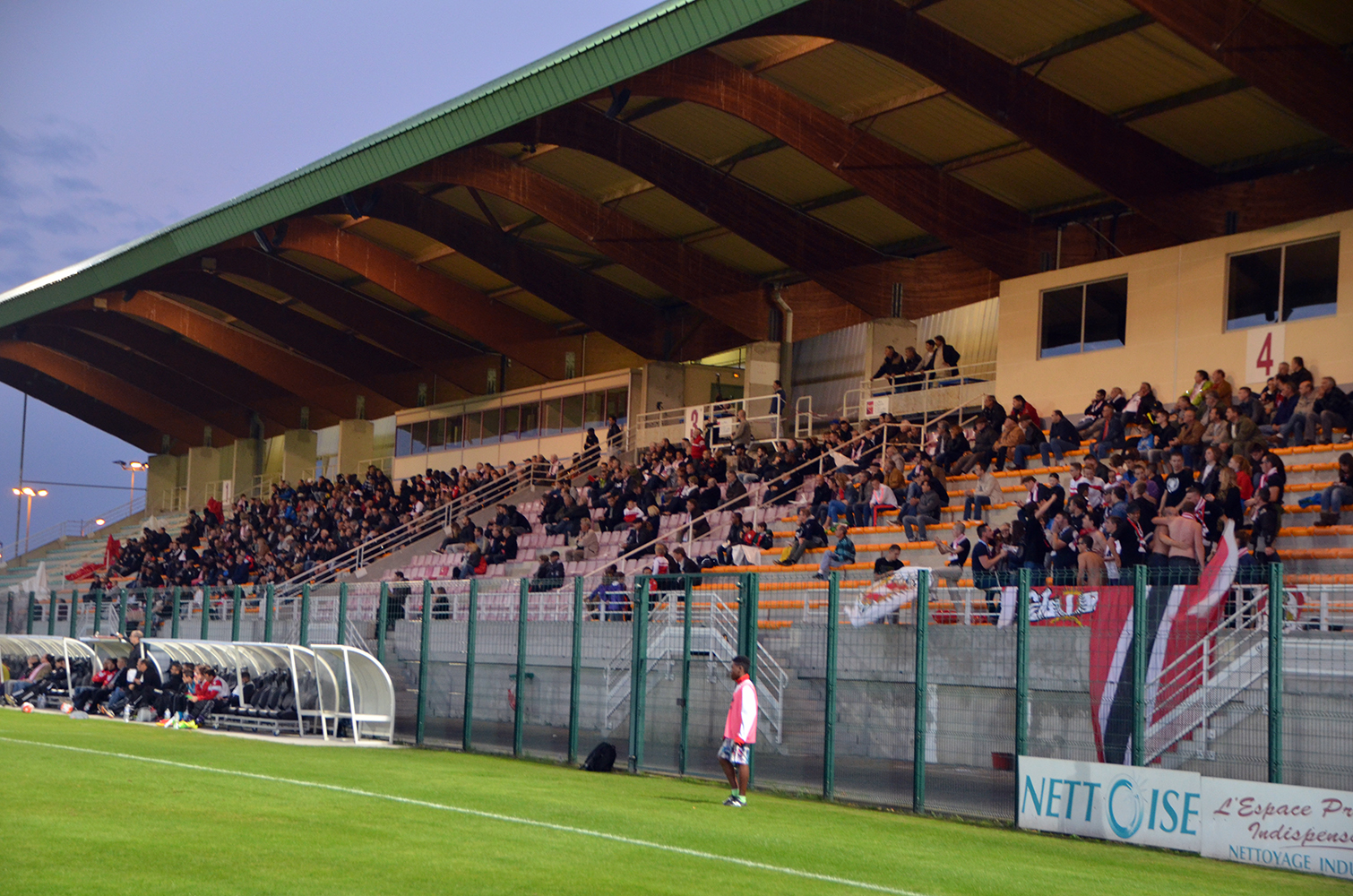
ASBO-ACA (B)
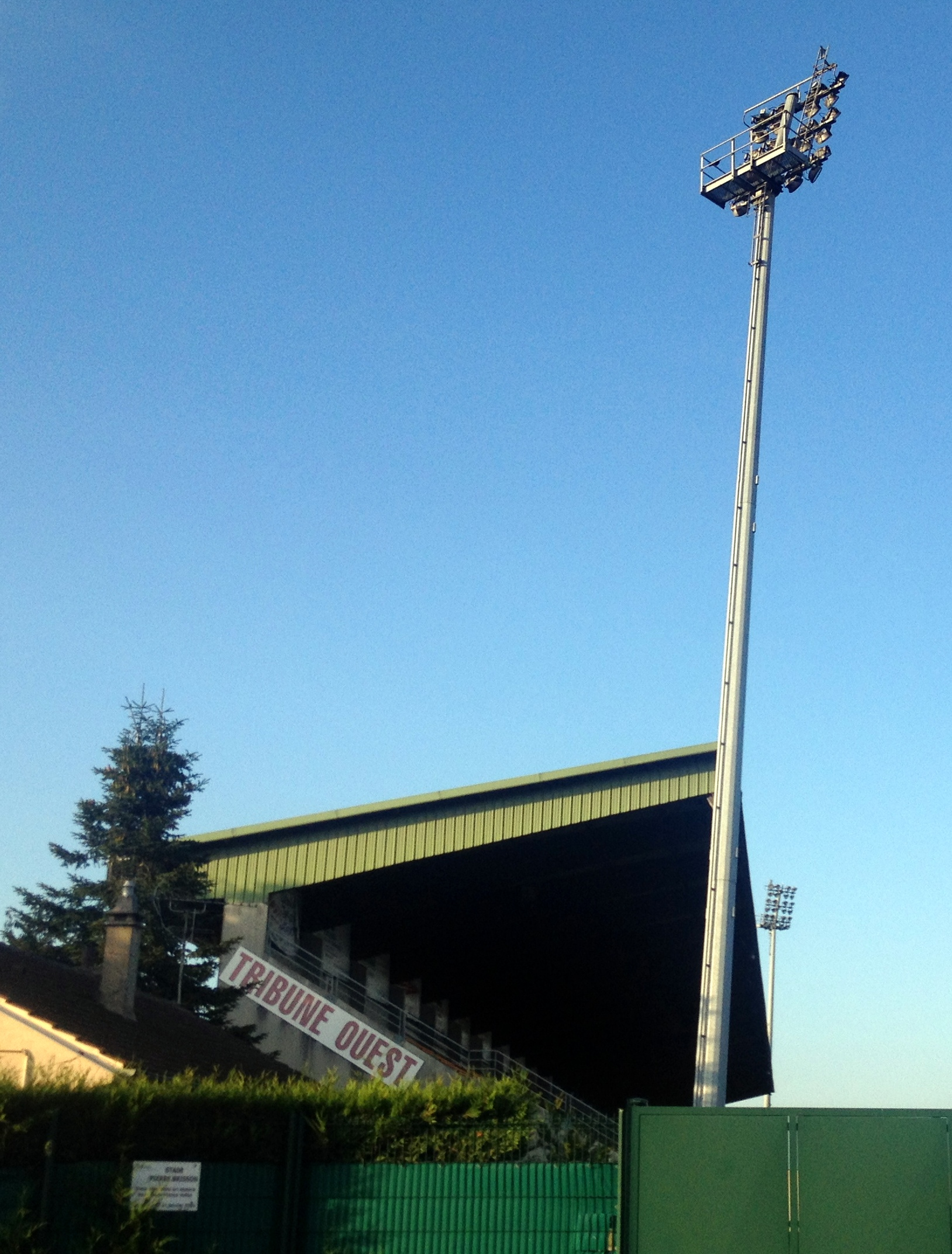
Tribune Ouest
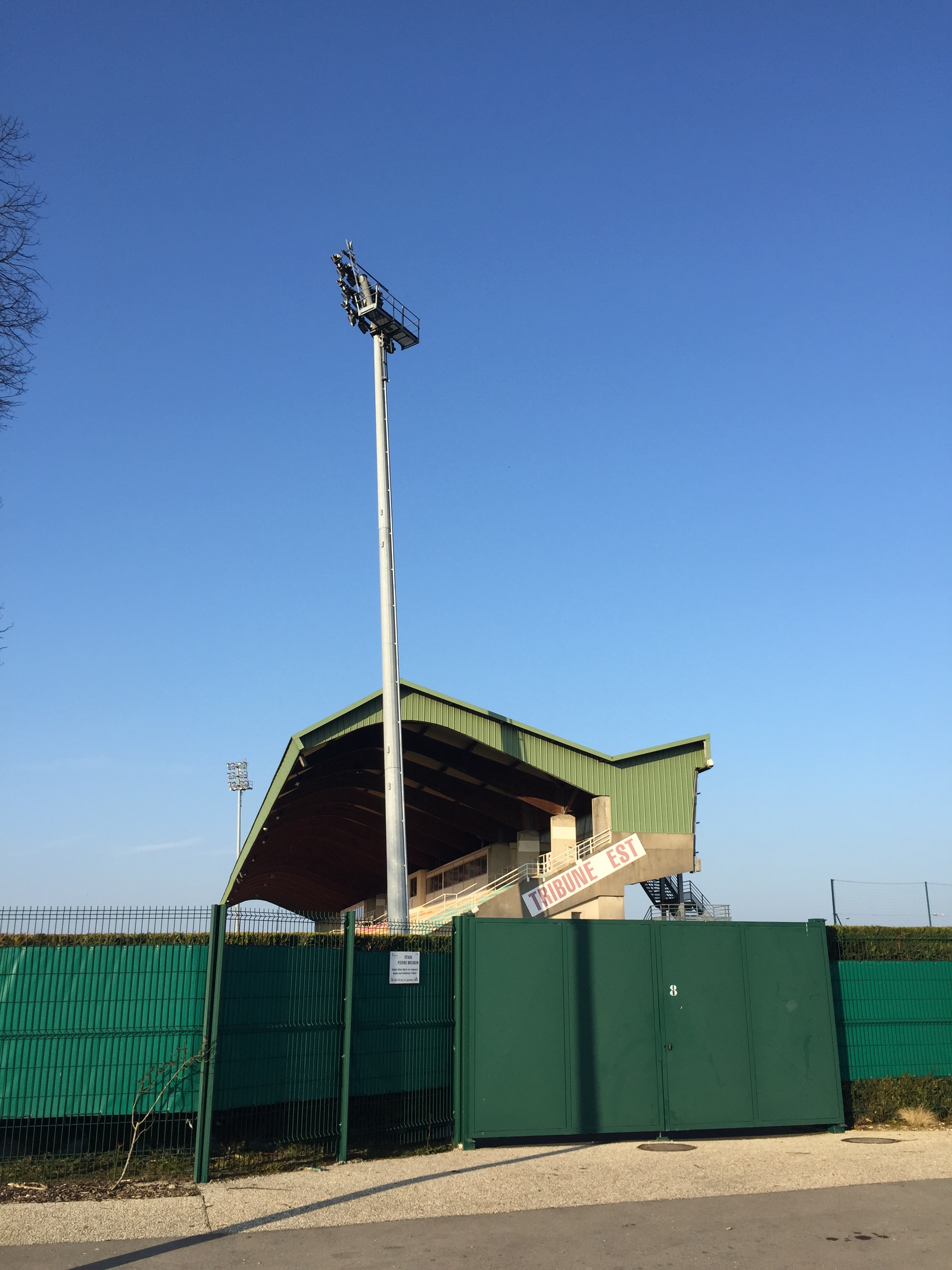
Tribune Est
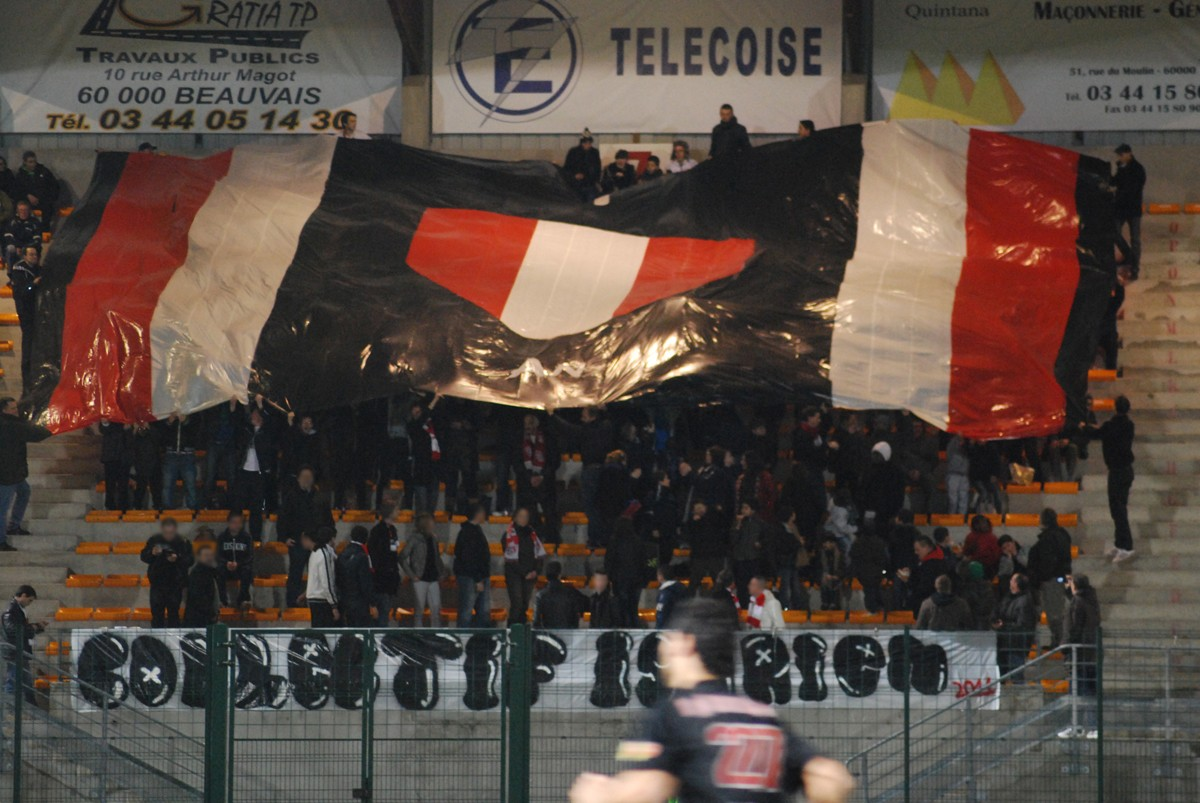
Tribune à l'occasion d'un match de l'ASBO
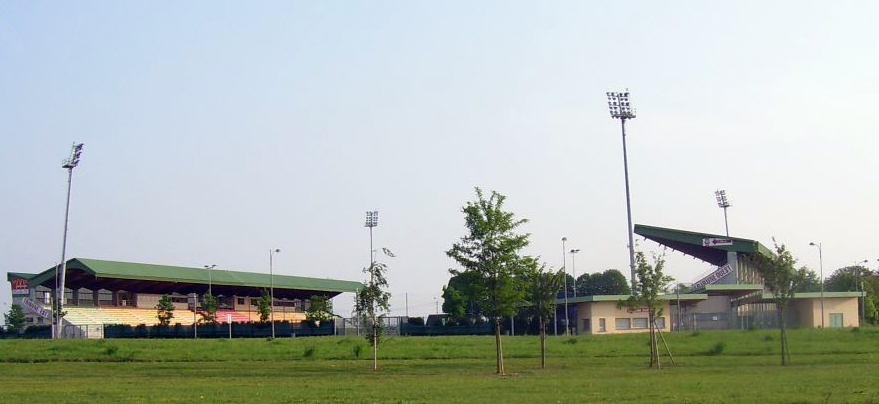
Stade à l'horizon
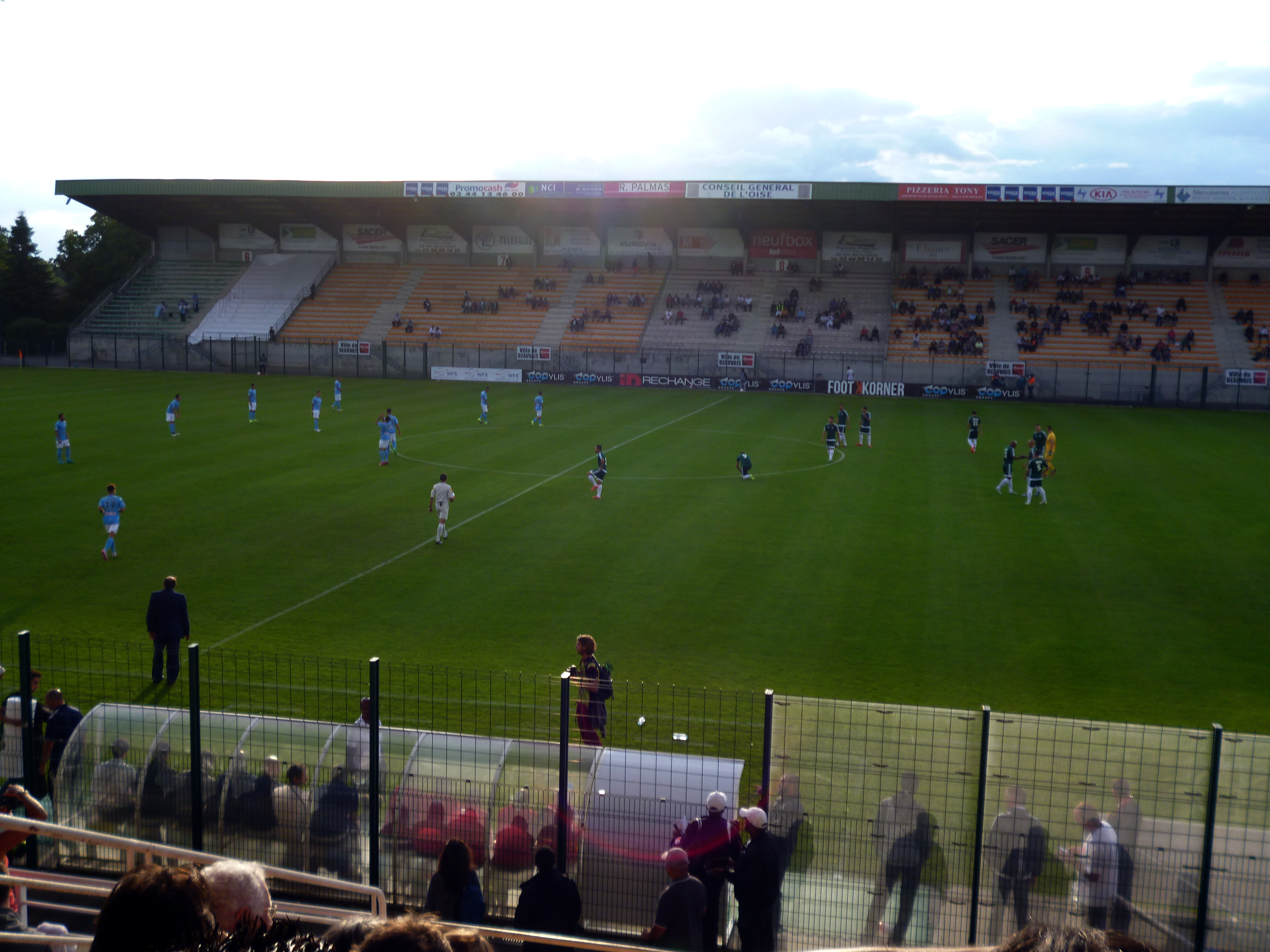
Red Star-Tours
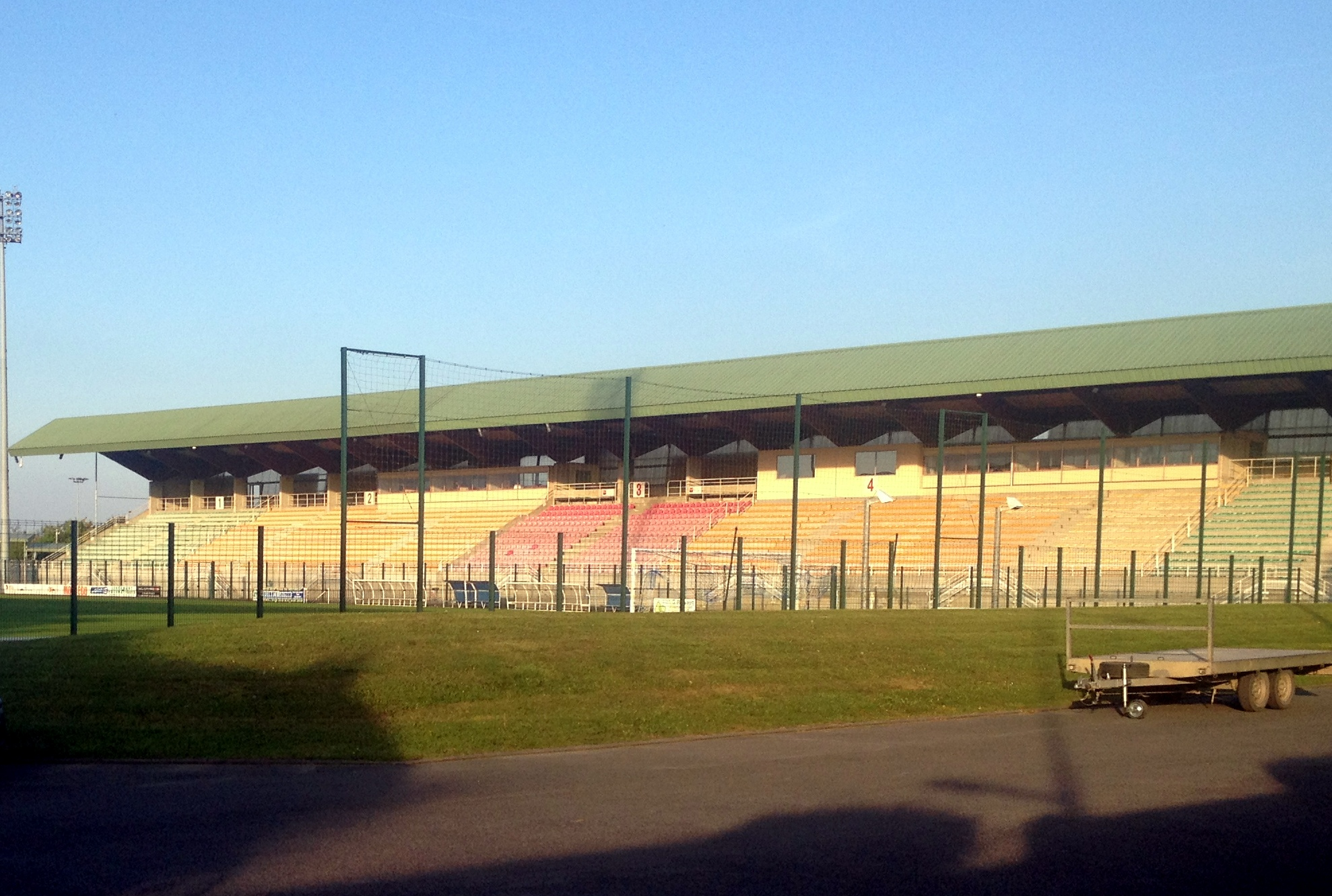
Le stade vide